# لعل تازه‌آباد
سادات آباد روستایی است از توابع بخش کجور شهرستان نوشهر در استان مازندران ایران.

## جمعیت
این روستا در دهستان پنجک‌رستاق قرار دارد و براساس سرشماری مرکز آمار ایران در سال ۱۳۸۵، جمعیت آن ۵۹ نفر (۱۸خانوار) بوده‌است. مردم سادات آباد از قومیت طبری هستند. مردم سادات آباد به زبان طبری با گویش کجوری سخن می‌گویند.